# 19e étape du Tour de France 2008
Pour un article plus général, voir Tour de France 2008.
La 19e étape du Tour de France 2008 s'est déroulée le 25 juillet. Le parcours de 165,5 km reliait Roanne à Montluçon.

## La course
Pour cette 19e étape, 149 cyclistes sont au départ, seul Damiano Cunego (LAM) est non-partant. La première échappée se passe dans l'ascension de la Croix du Sud avec Egoi Martínez, Alessandro Ballan, Stefan Schumacher et Pierrick Fédrigo. Les quatre hommes arrivent à prendre jusqu'à 1 min 05 s d'avance sur le peloton et c'est Schumacher qui passe en tête au sommet. Mais sous l'impulsion de la Liquigas et la Quick Step les hommes échappés sont repris au kilomètre 69.
Plusieurs coureurs tentent alors de sortir du peloton comme Geoffroy Lequatre ou Leonardo Duque mais sans succès. La deuxième tentative consécutive de Sylvain Chavanel d'échappée est la bonne, Jérémy Roy prend sa roue. Si les deux échappées creusent l'écart, à l'arrière des groupes se sont formés comptant jusqu'à 20 min de retard sur le peloton. Chavanel et Roy ont 5 min d'avance à 35 km de l'arrivée.
Derrière, les équipes de sprinters travaillent pour revenir sur les deux hommes mais il leur reste encore 2 min 55 s à 10 km de l'arrivée sur une partie plate. Les deux hommes continuent à s'entendre jusqu'à ce que Roy reste en attente derrière Chavanel. À quelques hectomètres Roy attaque mais la vigilance de Chavanel lui permet de garder une longueur d'avance sur son compagnon d'échappée et de franchir la ligne en vainqueur.
Gerald Ciolek gagne le sprint du peloton devant Erik Zabel. Trois cyclistes ont terminé hors-délai. Pas de changements au classement général.

## Sprints intermédiaires
| Premier   | Sylvain Chavanel | 6 Pts. |
| Deuxième  | Jérémy Roy       | 4 Pts. |
| Troisième | Erik Zabel       | 2 Pts. |

| Premier   | Jérémy Roy       | 6 Pts. |
| Deuxième  | Sylvain Chavanel | 4 Pts. |
| Troisième | Giampaolo Cheula | 2 Pts. |

## Côtes
| Premier   | Stefan Schumacher | 4 Pts. |
| Deuxième  | Pierrick Fédrigo  | 3 Pts. |
| Troisième | Alessandro Ballan | 2 Pts. |
| Quatrième | Egoi Martínez     | 1 Pts. |

| Premier   | Stefan Schumacher | 3 Pts. |
| Deuxième  | Pierrick Fédrigo  | 2 Pts. |
| Troisième | Alessandro Ballan | 1 Pts. |

## Classement de l'étape
| 1.  | Sylvain Chavanel  | Cofidis               | en | 3 h 37 min 09 s |
| 2.  | Jérémy Roy        | La Française des jeux |    | m.t             |
| 3.  | Gerald Ciolek     | Team Columbia         | +  | 1 min 13 s      |
| 4.  | Erik Zabel        | Team Milram           |    | m.t.            |
| 5.  | Heinrich Haussler | Gerolsteiner          |    | m.t.            |
| 6.  | Leonardo Duque    | Cofidis               |    | m.t.            |
| 7.  | Filippo Pozzato   | Liquigas              |    | m.t.            |
| 8.  | Thor Hushovd      | Crédit agricole       |    | m.t.            |
| 9.  | Robert Förster    | Gerolsteiner          |    | m.t.            |
| 10. | Julian Dean       | Garmin Chipotle       |    | m.t.            |

## Classement général
| 1.  | Carlos Sastre         | CSC-Saxo Bank     | en | 79 h 15 min 14 s |
| 2.  | Fränk Schleck         | CSC-Saxo Bank     | +  | 1 min 24 s       |
| 3.  | Bernhard Kohl         | Gerolsteiner      |    | 1 min 33 s       |
| 4.  | Cadel Evans           | Silence-Lotto     |    | 1 min 34 s       |
| 5.  | Denis Menchov         | Rabobank          |    | 2 min 39 s       |
| 6.  | Christian Vande Velde | Garmin Chipotle   |    | 4 min 41 s       |
| 7.  | Alejandro Valverde    | Caisse d'Épargne  |    | 5 min 35 s       |
| 8.  | Samuel Sánchez        | Euskaltel-Euskadi |    | 5 min 52 s       |
| 9.  | Tadej Valjavec        | AG2R La Mondiale  |    | 8 min 10 s       |
| 10. | Vladimir Efimkin      | AG2R La Mondiale  |    | 8 min 24 s       |

## Classements annexes

### Classement par points
| Classement par points | Total   |
| --------------------- | ------- |
| Óscar Freire          | 244 pts |
| Erik Zabel            | 202 pts |
| Thor Hushovd          | 198 pts |

### Classement de la montagne
| Classement de la montagne | Total   |
| ------------------------- | ------- |
| Bernhard Kohl             | 125 pts |
| Carlos Sastre             | 80 pts  |
| Fränk Schleck             | 80 pts  |

### Classement du meilleur jeune
| Classement du meilleur jeune | Total            | Total            |
| ---------------------------- | ---------------- | ---------------- |
| Andy Schleck                 | 83 h 04 min 40 s | 83 h 04 min 40 s |
| Roman Kreuziger              | +                | 1 min 58 s       |
| Vincenzo Nibali              | +                | 15 min 35 s      |

### Classement par équipes
| Classement par équipes | Total             | Total             |
| ---------------------- | ----------------- | ----------------- |
| CSC-Saxo Bank          | 248 h 37 min 12 s | 248 h 37 min 12 s |
| AG2R La Mondiale       | +                 | 9 min 27 s        |
| Rabobank               | +                 | 1 h 01 min 17 s   |

### Combativité
- Sylvain Chavanel (Cofidis)

## Abandon
- Damiano Cunego, non partant (Lampre)
- Romain Feillu, hors délais (Agritubel)
- Juan Antonio Flecha, hors délais (Rabobank)
- Fabian Wegmann, hors délais (Gerolsteiner)